# Pallavicino

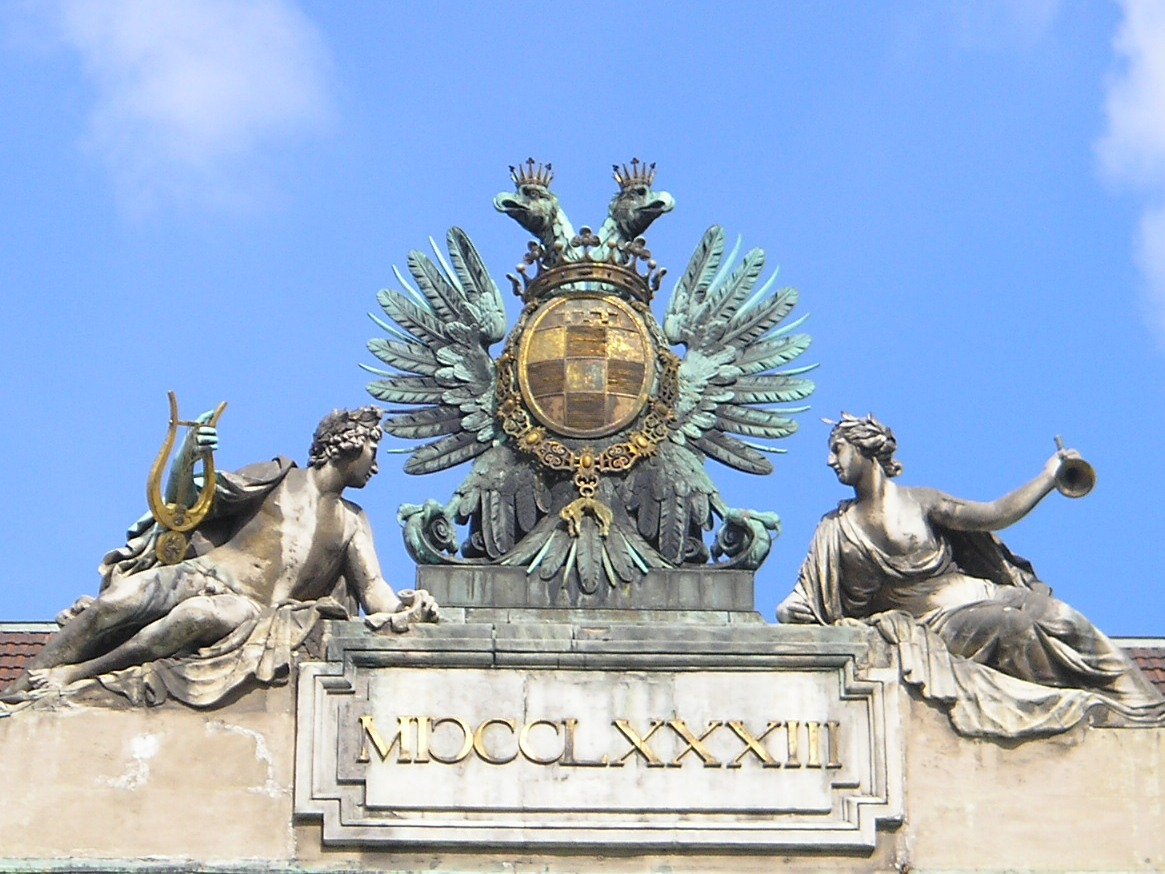
Pallavicini vapen

Pallavicino är ett furstehus med rötter i det tidigmedeltida norra Italien, främst i Emilia Romagna. Den mest namnkunniga representanten för denna ätt i Sverige var Regina Margaretha Pallavicino, stammoder till adliga ätterna Liljenstolpe och Lindersköld. Hon föddes 1713 i fransk-lutherska församlingen i Stockholm som yngsta barn till Jacob (Jacques/Iacopo) Pallavicino (1671–1724) och hans hustru Marie Toutin Durant (1672–1716). Död 1793 i Västra Vi, Linköpings stift.

## Ursprung
Fadern, Jacob Pallavicino, markis av Scipione, hade efter ediktets i Nantes upphävande 1685 flytt till Sverige från Frankrike. Under upploppen som följde på ediktets upphävande brändes hans födelsehus ned och hans moder omkom. I Stockholm försörjde han sig som skräddarmästare och skrev sig mestadels Paravicino/Paravisin, sannolikt på grund av den belastning hans ättenamn tidigare hade varit.
Jacobs far var den i Parma 1618 födde Odoardo Pallavicino, markis av Scipione, son till Giangirolamo Pallavicino och Chiara Cavalca. Han tjänstgjorde som capitano i hertigens av Parma, Odoardo I Farnese, armé under Castrokrigen, i vilka ätten Farnese försökte hävda sina rättigheter till hertigdömet Castro och Ronciglione (beläget i Kyrkostaten, i nuvarande Lazio) gentemot den regerande påven Urbano VIII Barberini.
Odoardo Pallavicinos bror, augustinermunken Ferrante Carlo (1615–1644) hade i en rad skrifter kritiserat släkten Barberinis sätt att sköta kyrkans angelägenheter. Ferrante bannlystes, vilket gjorde hans situation ohållbar på den italienska halvön. Han flydde därför till Frankrike, där kardinal Giulio Mazzarino hade erbjudit honom en fristad. På vägen till Paris förråddes han utanför Avignon av en fransk följeslagare i Barberinis sold, Carlo de Bresche (Morfí). Han infångades av påvens folk och efter en längre tids förhör under tortyr avrättades Ferrante Pallavicino den 5 mars 1644 för högförräderi utanför stora palatset i Avignon.
Även den yngre brodern Odoardo fann sig tvungen att fly Italien och följde efter Ferrante till Frankrike. Han kunde inget göra för att förhindra broderns öde, men tycks ha hämnats honom, då han med sannolikhet låg bakom mordet 1646 i Paris på Ferrantes baneman Carlo de Bresche. Odoardo blev därefter kvar i Frankrike till sin död.

## Släkten Pallavicino
Huset Pallavicino härstammar liksom husen d'Este, Malaspina, Brünswick och Canossa från Emilia Romagna och palatsgreven Oberto och hans efterkommande (de så kallade Obertengerna). Som stamfader för Pallavicino-ätten räknas Obertos son, Adalbert av Baden, befälhavare för kejsar Otto II:s kavalleri. Pallavicino tillhörde de tysk-romerska kejsarnas viktigaste och mest trogna vasaller i norra Italien och ledde ofta det ghibellinska partiet i strid mot guelferna och den lombardiska ligan.
Pallavicinos maktbas var en egen statsbildning i Emilia Romagna som sträckte sig mellan Parma och Piacenza, med centrum i Busseto. För att kunna kontrollera det Pallaviciniska landområdet (Stato Pallavicino) hade släkten besatt residensen i de omkringliggande städerna (Zibello, Polesine och Cortemaggiore). Från borgar som Varano de'Melegari, Ravarano, Pellegrino, Monticelli, Fontanellato, Tabiano, Specchio och Scipione kontrollerade man den viktiga handeln med och produktionen av salt i regionen.
Den Pallavicinska staten stod på sin höjdpunkt under 1400-talet, då Rolando 'il Magnifico' (1384–1457) var släktens tongivande figur. Han lät bland annat samla och kodifiera en rad lagtexter under titeln Statuta Pallavicinia. Han var även en mycket djärv politiker som ofta spelade ut sina antagonister mot varandra. Välkänd är historien när Rolando kidnappade den påvliga ambassadören, Branda da Castiglione.
Scipione-grenen av Pallavicino-ätten härstammar från markisen Manfredo († 1265) samt hans gemål Chiara di Lomello och dog ut på svärdssidan 1776.

## Ättlingar i Sverige
Regina Margaretha var gift med kontraktsprosten Axel Johan Lindblom. Tillsammans fick de fyra söner, varav tre nådde vuxen ålder:
Lars Axel (1743–1806). Häradshövding i Norra och Södra Tjusts härader. Gift med Catharina Margaretha Bauman. Adlad 1788 tillsammans med svärfadern, assessor Hans Bauman, under namnet Liljenstolpe (adliga ätten 2151 på Sveriges riddarhus). 
Jacob Axel (Axelsson)(1746–1819). Professor skytteanus i elokvens och politik vid Uppsala universitet. Biskop i Linköping och sedermera ärkebiskop. Hans söner Axel Johan (1781–1838) och Gustaf Adolf (1786–1830) adlades under namnet Lindersköld (adliga ätten 2176 på Sveriges riddarhus). Gustav III tillät inte att Lindbloms söner, vilket L. ville, antog morfaderns namn. I stället utformades det Lindersköldska vapnet såsom en pastisch på det Pallavicinska.
Gabriel Axel (1750–1827). Handsekreterare åt kung Gustaf III. Secretaire interprete des affairs etrangeres du Roi de France. Gift med Maria Rebecka Lindblom.